# Effet placebo
Ne doit pas être confondu avec Effet nocebo.
Pour les articles homonymes, voir Placebo.

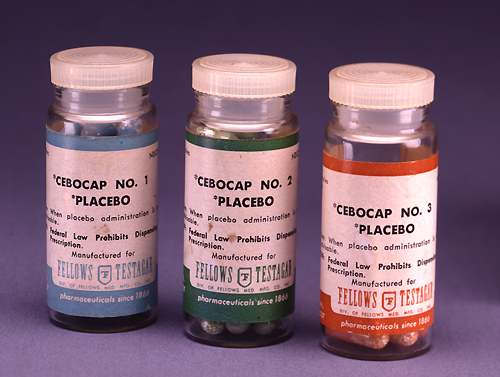
Les placebos sont typiquement des substances inertes comme des pilules composées uniquement d'excipients.

Un placebo ou placébo (du latin placebō : « je plairai », de placeō : « je plais ») est un procédé thérapeutique n'ayant pas d'efficacité propre ou spécifique mais agissant sur le patient par des mécanismes psychologiques et physiologiques. Il existe diverses formes de placebo (médicamenteuses, physiques, chirurgicales, etc.). Dans le domaine du médicament, un « placebo pur » est un traitement sans aucune substance active ; un « placebo impur » est un produit actif sur le plan pharmacologique mais dépourvu d’effet sur la pathologie traitée, ou bien dont l’efficacité a été insuffisamment démontrée.
Les placebos sont utilisés en recherche médicale dans les groupes contrôles pour l'évaluation de traitements médicaux. Un médicament efficace est défini par son efficacité supérieure à celle d'un placebo ou par son efficacité supérieure au médicament de référence. Tout traitement peut cependant à la fois avoir un effet spécifique et un effet placebo (voire nocebo).
L’effet placebo ou effet placébo  correspond au résultat psycho-physiologique positif (bénéfique) constaté après l'administration d'une substance ou la réalisation d'un acte thérapeutique, indépendamment de l'efficacité intrinsèque attendue du traitement. Il a été observé chez des patients ou sujets d'expérience pour un groupe varié de symptômes et maladies. D'après Hróbjartsson et Gøtzsche, l'effet placebo comparé à une absence de traitement ne se traduit par aucun effet clinique important. Dans les cas où les patients rapportent une diminution de douleur, il est difficile de distinguer les effets rapportés d'un possible biais de notification. Une diminution de symptômes après traitement par placebo peut s'expliquer par un processus naturel de guérison.
La réponse placebo varie en fonction de plusieurs facteurs : contexte thérapeutique, personnalité du médecin, attentes du patient, nature de la relation médecin-patient, forme, coût et complexité du traitement, etc. Cette réponse n'est pas uniquement psychologique mais a des réalités biochimiques.
L'effet psychologique ou physiologique lié à la prise d'une substance inerte n'est pas toujours bénéfique, il peut être dommageable pour l'individu : c'est l'effet nocebo (du latin : « je nuirai »), terme introduit en 1961 par Walter Kennedy.

## Le placebo

### Classification: Placebo pur et impur
On peut faire la différence entre deux types de placebos :
- Placebo pur : il s’agit d’un traitement dénué de toute substance ou effet actif, mais ayant l'aspect et le goût de celui qu'il substitue. Le placebo pur n'est pas un médicament. Par exemple, il peut être trouvé sous forme de comprimés d’amidon, de sucre, de lactose ; des injections de sérum physiologique.
- Placebo impur : il s’agit d’un traitement ayant des principes actifs démontrés mais qui est inefficace dans le cadre de la pathologie pour laquelle il a été administré ; ou bien un produit qui contient des molécules plus ou moins actives mais dont l'efficacité n'a pas été scientifiquement démontrée. Par exemple des vitamines pour soigner une maladie non liée à des carences alimentaires.

### Efficacité
Le placebo a une efficacité prouvée chez le sujet sain, avec une moyenne de patients ressentant un effet quelconque de 15 à 30 % selon les études. Selon Jean-Marie Besson, directeur de l'unité de neurobiologie de la douleur à l'Inserm, « l'effet placebo représente en moyenne 30 % des réactions observées dans les études sur la douleur, et parfois plus de 50 % ». Il pourrait atteindre 60-70 % dans les migraines ou les dépressions[réf. nécessaire]. L'état de certains patients souffrant d'affections réputées « incurables » se trouve parfois objectivement amélioré. 
Selon l'Association française pour l'information scientifique (AFIS), ces chiffres sont sans doute à reconsidérer considérant de nombreux biais/effets non pris en compte dans les études concernées,(Guérison naturelle du patient, effet Hawthorne, régression à la moyenne, paradoxe de Simpson, phénomène de Rogers, ...).
Le placebo agit non seulement sur des signes subjectifs (douleur, anxiété, dépression, etc.), mais également sur des signes mesurables cliniques (fréquence cardiaque, pression artérielle) et biologique (ionogramme sanguin, cortisolémie, numération leucocytaire). Selon Alain Autret, neuro-psychiatre, il a été « indiscutablement démontré une amélioration par le placebo » pour les douleurs, les nausées, l’asthme et les phobies.
La durée d'action d'un placebo est plus courte que celle d'un médicament, et la réponse au placebo nettement plus variable que celle au médicament.
L’effet d’un médicament actif comporte pour une part un effet placebo, par exemple si le patient ressent une baisse de douleur alors que la substance ingérée n'est pas encore active.
L'effet placebo peut fonctionner quand le patient est informé qu'il prend un placebo. Néanmoins, des effets plus importants sont observés quand les patients ne sont pas informés de l'utilisation d'un placebo.

#### Comparatif entre intervention placebo et absence de traitement
Une revue systématique publiée par Cochrane en 2010 sur les effets des traitements placebos a étudié 202 essais comparant un traitement placebo à une absence de traitement dans 60 problèmes de santé. Les conclusions des auteurs rapportent : « Nous n'avons globalement identifié aucun effet clinique important associé aux interventions placebos. Néanmoins, dans certains contextes, les interventions placebos peuvent avoir un impact sur les résultats rapportés par les patients, en particulier la douleur et les nausées, mais il est difficile de distinguer les effets rapportés par les patients d'un éventuel biais de notification. Les effets sur la douleur variaient (négligeables à cliniquement importants), y compris parmi les essais présentant un faible risque de biais. La variabilité des effets du placebo pouvait s'expliquer en partie par les variations observées en termes de mise en œuvre des essais et d'information des patients ».

### Utilisations
L’utilisation d’un placebo est indispensable dans les essais cliniques pour obtenir un groupe contrôle avec une analyse en simple aveugle (le patient ne sait pas ce qu'il reçoit) ou en double aveugle (ni le médecin, ni le patient ne connaissent ce qui est donné). Le premier essai de ce style date du début des années 1950.
Le placebo peut être également utilisé à titre d’aide au diagnostic dans les troubles fonctionnels, quoique l’efficacité symptomatique du placebo ne soit pas un argument suffisant pour conclure à l’absence de pathologie organique.
Le placebo peut aussi être utilisé pour sevrer progressivement un patient de façon explicite : « Voici des placebos d'apparence identique à vos médicaments habituels. Vous prendrez au hasard un placebo la première semaine par mélange préalable, puis deux la semaine suivante, et ainsi de suite, jusqu'à n'avoir plus de traitement, et arrêterez tout traitement ainsi, progressivement ».
Des techniques médicales non efficaces (simulacres d’interventions chirurgicales, de traitement par radiations, ionisantes ou non, de prise en charge psychologique) sont également appelées placebos. Ils peuvent être utiles en évaluation d'une chirurgie : dans une « chirurgie placebo », appelée aussi « chirurgie blanche », on fait croire au patient qu'on l'a opéré en ouvrant simplement le site opératoire pour laisser les cicatrices de la chirurgie testée. Après l'anesthésie, il ne doit pas pouvoir savoir s'il a été opéré ou pas. Des placebos existent dans l'évaluation de « mesures physiques ». Par exemple, un placebo d'acupuncture fait en piquant des points non utilisés en acupuncture traditionnelle.

### Effets indésirables
Les placebos amènent des effets latéraux, voire des effets négatifs. Ce phénomène a été regroupé sous le nom d’effet nocebo.

## Profil du placebo-répondeur

### Chez l'être humain
Il n’a pas été mis en évidence un profil type et spécifique de patient répondeur au placebo, que ce soient des critères intellectuels, culturels, ethniques ou psychopathologiques. Néanmoins, un certain nombre de gènes et de conditions qui touchent le patient ont été identifiés comme influant sur la réponse placebo (et sont désignés par le terme « placebome »). Les pathologies répondant au placebo sont celles dont la charge émotionnelle et la part psychosomatique sont les plus grandes, telles que dépression, douleur chronique, asthme, troubles digestifs, etc.
Des différences entre individus sont observées,, déterminées en partie par le gène COMT, et qui ont mis en évidence un mécanisme neurologique impliquant le système dopaminergique du cerveau chez l'ensemble des patients qui répondent à l'effet placebo,,.
Il existe un effet placebo chez l'enfant et même le nourrisson,. Il peut jouer un rôle plus important chez l'enfant que chez l'adulte.
Comme le précise Luana Colloca, professeure à l'université du Maryland : « La réponse placebo désigne un changement positif chez le patient, tel qu’un soulagement de la douleur, de l’anxiété, des nausées. Celui-ci peut être effectivement dû à l’effet placebo, mais aussi à l’histoire naturelle de la maladie ou à l’effet Hawthorne, qui correspond à la modification des réponses des patients du seul fait qu’ils se sentent observés pendant l’essai clinique et souhaitent faire plaisir aux investigateurs ».

### Chez l'animal
L'effet placebo existe chez l'animal et est expliqué notamment par le conditionnement : « L’expérimentation animale a permis d’obtenir des réponses aux stimulus conditionnants dans différents domaines (réponse à la douleur, réponse comportementale, immunomodulation) et a fait l’objet d’un grand nombre de publications. Le conditionnement, chez l’animal, de fonctions aussi complexes que la réponse inflammatoire et la réponse immune a été particulièrement bien étudié ».
D'autre part, le stress induit par les procédures expérimentales peut suffire à induire une réponse chez l'animal.

## Déterminants de l'effet placebo
Plus que le placebo lui-même — l'effet placebo étant constaté indépendamment de l'intervention ou non d'un placebo — ce sont des facteurs liés au contexte de traitement du patient qui déterminent l'effet placebo, lesquels peuvent être regroupés sous les appellations de « contexte psychosocial » ou « effets contextuels ».

### Contexte thérapeutique
Les attentes et les convictions du patient, le contexte thérapeutique, et la nature de la relation médecin-patient influencent de façon importante l'effet placebo,. Tout traitement médical actif comporte également un effet placebo du fait de ces facteurs contextuels ; ainsi, selon Jean-Yves Nau, « les effets placebos sont bel et bien un élément de la pratique médicale courante et sont potentiellement actifs chaque fois qu’un patient entre dans un contexte thérapeutique ».
La réponse placebo est liée à l'environnement médical, et aussi à l'attitude et la personnalité du médecin prescripteur : ses compétences, son charisme, sa conviction, son pouvoir de suggestion, imprègnent tout traitement d'un effet placebo. On parle d'« effet médecin », suscité également en consacrant du temps au patient, avec sollicitude, écoute active, empathie, et un discours rassurant. Si le médecin est froid et distant, on aura l’effet inverse. L’effet placebo sera inefficace, mais augmentera également le stress chez le patient. En 1970, le docteur Arthur K. Shapiro, « a introduit un terme dans la littérature scientifique pour désigner les effets résultants de l’attitude psychosociale du médecin : l’iatroplacebogenèse. Ce concept va décrire l’effet généré par le médecin sur ses patients, effet qui sera positif ou négatif selon sa personnalité, son attitude et l’intérêt qu’il leur porte lors des consultations ».

### Formes et voie d'administration
L'effet placebo est plus important pour les actes techniques, en particulier chirurgicaux.
Le placebo a, comme tout médicament, une pharmacocinétique et une pharmacodynamie. Notamment, la voie d’administration influe sur l’intensité de l’effet et la rapidité d’action. Les injections ont un effet placebo plus fort que les pilules. Pour les pilules, l'effet placebo sera proportionnel à la taille, la quantité ou le prix,.
L’administration sous forme de gouttes ou de granules augmenterait également l’efficacité du placebo, probablement en nécessitant une participation et une attention soutenue (compter les gouttes, avaler les granules un par un). Une personne prenant 10 cachets d’1 mg d’une substance donnée risque fort de ressentir une amélioration plus importante de ses symptômes que si elle prend une seule pilule de 10mg.
Les chercheurs ont aussi observé que plus un remède a mauvais goût, plus il a d’effet sur la maladie, particulièrement dans le cas des allergies. De même, plus une thérapie ou un traitement est élaboré, coûteux, sophistiqué et difficile d’accès, plus il a d’effets curatifs.
Outre la forme et le goût, la couleur peut également influencer les résultats. Certaines couleurs de médicament provoquent des réactions spécifiques. Il est constaté que les préparations de teinte bleue ont des effets calmants et tranquillisants. Celles de teintes rouge, rose ou jaune provoquent des effets excitants et stimulants ; le jaune et l’orange seraient quant à eux antidépresseurs. La couleur lavande fait plus souvent l’expérience d’hallucinations et la couleur blanche ou verte ont des effets plus neutres. La couleur blanche a quant à elle, des effets analgésiques. Concernant la teinte grise, elle semble produire des effets confus au point qu’ils empêchent parfois la personne de ressentir les effets d’un vrai médicament. Si l’on veut que le patient ressente un effet grâce au placebo, il est préférable de ne pas produire des cachets de couleur grise.

### Coût
Une étude de 2006 sur 82 patients montre l'influence du coût du placebo sur l'efficacité. Dans cette expérience, la moitié du groupe reçoit un comprimé présenté comme similaire à la codéine et d'une valeur de 2,50 dollars, la seconde moitié se voit informé que le prix du comprimé fait l'objet d'une remise et a une valeur de 0,10 dollars. Chaque participant reçoit une décharge électrique dosée en fonction de son seuil de tolérance à la douleur, prend ensuite le comprimé et reçoit à nouveau après un moment une décharge. 85 % des participants du premier groupe contre 61 % du second notent une réduction de la douleur. Le docteur en économie Dan Ariely explique à la suite de cette étude qu'il a dirigée que « le prix n'est qu'une des variables du marché, au même titre que l'emballage ou la marque, qui peuvent accentuer l'effet placebo ».
Une étude de la revue Neurology de 2015 sur 12 patients atteints de la maladie de Parkinson montre que l'effet placebo est plus efficace si les patients croient que le produit administré est cher : « L'injection du placebo présenté comme une substance active chère a entrainé une amélioration deux fois plus importante qu'avec la substance présentée comme la moins chère. Comparée à l'efficacité d'un véritable agoniste de la dopamine, ici la levodopa, l’efficacité du placebo cher se trouve à mi-chemin entre cette dernière et celle du placebo bon marché ».
Comme l’explique Nathalie Guichard, maître de conférences en sciences du management à l’université Paris 1 Panthéon Sorbonne, dans son livre Comportement du consommateur : « Cela prouve que le prix a un effet psychologique sur le consommateur qui associe souvent une image de mauvaise qualité à un prix bas et une image de qualité supérieure, à un prix élevé. »

### Déterminants génétiques
Au moins un gène est déterminant dans la réponse aux placebos. Le gène en cause est le gène COMT (pour Catéchol-O-méthyltransférase). Il avait déjà été repéré dans le traitement de la douleur et de nombreuses affections (maladie de Parkinson) ainsi que dans le « comportement de confirmation de nouvelles informations selon nos croyances ». L'activation de ce gène modifie la production de dopamine (un neurotransmetteur qui est aussi une neurohormone, impliqué dans les circuits neuronaux de la récompense et de la douleur), semble-t-il via le contrôle d'un enzyme (Catéchol-O-méthyltransferase). La dopamine participe aux voies neuronales impliquées dans l'anticipation (qui est en jeu dans l'effet placebo). Ce gène COMT conditionne ainsi l'ampleur de la réponse au placebo pour chaque individu ; certaines variantes de ce gène comprennent 2 copies de l'allèle «méthionine» (Met), 2 copies de l'allèle « valine » (Val) ou 1 copie de chaque. Le cortex préfrontal des personnes disposant de ces formes de ce gène semble produire 3 à 4 fois plus de dopamine que chez les porteurs de la forme simple du gène. Or, le cortex préfrontal est la zone du cerveau associée à la cognition, à l'expression de la personnalité, à la prise de décision et au comportement social. Cette découverte renforce l'importance du rôle de la dopamine dans le cerveau. Elle confirme aussi l’influence de l'environnement médical et clinique (incluant la relation médecin-patient) dans les soins pour les patients sensibles à l’effet placebo (lesquels pourraient à l'avenir être repérés par un marqueur génétique, présenté comme utile pour mieux adapter les stratégies thérapeutiques aux patients, de même que la distribution des soins et la conception des essais cliniques). Par exemple, chez des patients atteints du syndrome du côlon irritable expérimentalement soumis à des médicaments habituels ou à un placebo, ce dernier était d’autant plus efficace (fonction linéaire de type effet-dose) que la disponibilité de dopamine était élevée chez les patients, en lien avec leur profil génétique. « En particulier, les patients « à double Met » (Met/Met) montrent une amélioration de leurs symptômes avec placebo par rapport aux patients « à double Val » (Val/Val) ».
Selon un article du Monde de juin 2019 : « Récemment, des études ont montré que […] des variants génétiques affectant les voies de la dopamine semblent influencer la réponse placebo dans la dépression majeure et pourraient servir de biomarqueurs pour différencier les patients répondeurs et non répondeurs au placebo. […] D’autres études ont montré que l’amplitude de l’effet antidouleur induit par un placebo est plus importante chez les personnes porteuses de variants génétiques d’enzymes participant aux systèmes opioïde et cannabinoïde, impliqués dans le contrôle physiologique de la douleur ».

## Mécanismes de l'effet placebo
L'effet placebo est complexe et le résultat de multiples phénomènes psychologiques et physiologiques qui interfèrent entre eux. Cet effet illustre et implique l'influence du mental sur l'organisme (psychosomatique).

### Mécanismes psycho-physiologiques
Plusieurs mécanismes psycho-physiologiques peuvent expliquer l’effet placebo : la suggestion, le conditionnement et l'attente quant aux résultats du traitement.
En 1987, le Dr K. B. Thomas, médecin généraliste à Southampton, fit une expérience sur 200 de ses patients qui se plaignaient de céphalées, mal de dos ou fatigue sans que des examens eussent pu les expliquer. À une première moitié, il fit un diagnostic précis et affirma que leur état s'améliorerait rapidement (et il donna un placebo à la moitié d'entre eux) ; à l'autre moitié, son diagnostic resta vague et il proposa à chacun de revenir si la situation perdurait (et il donna un placebo à la moitié) : l'état des malades s'améliora pour 64 % patients ayant reçu un diagnostic positif et seulement 39 % pour ceux ayant reçu un diagnostic négatif. Mais on ne constate aucune différence significative selon qu’ils recevaient ou non un placebo. L’amélioration constatée serait donc due à la suggestion créée par le médecin et n’est pas liée à la prise ou non d’un placebo. Ce pouvoir de suggestion est tel que dans certains cas on peut obtenir un effet de soulagement de la douleur comparable entre un placebo et une substance active ; ceci en présentant au patient la substance active comme étant peu efficace et le placebo comme étant un puissant analgésique.
Le mécanisme du conditionnement est connu depuis Pavlov, et il s'applique aussi lors de la prise d’un placebo : l'effet placebo est particulièrement notable chez les sujets ayant déjà reçu un traitement actif. Le chercheur Peter C. Gøtzsche a écrit dans The Lancet en 1994 : « Une pilule de lactose a une action plus marquée chez des personnes ayant déjà réagi favorablement à la prise d’une benzodiazépine que chez celles qui n’en ont jamais pris ». À la suite de travaux ayant étudié l'impact du conditionnement dans l'effet placebo, une possibilité thérapeutique est apparue — nécessitant l'accord préalable du patient — de combiner par alternance la prise d’un placebo avec celle d’un médicament, afin de réduire les effets secondaires et les coûts.
De façon étonnante, les placebos peuvent avoir un effet positif chez des patients qui sont informés qu'ils prennent un placebo comparés à un groupe contrôle qui ne prend pas de placebo et qui le savent. Plusieurs études, effectuées auprès de patients ayant des symptômes résistants à des traitements antérieurs, semblent confirmer ce fait ; selon Ted Kaptchuk (en), professeur à la faculté de médecine de Harvard, ces patients avaient un espoir d'amélioration même s'il savaient pertinemment prendre un placebo : « on peut penser que le cerveau choisit entre deux messages contradictoires : d’une part, « ceci est un comprimé placebo sans effet pharmacologique », d’autre part, « cela pourrait m’aider, voyons ce que cela donne ». Inconsciemment, une des deux prédictions serait donc sélectionnée. Dans un tel contexte, « les effets du placebo sont générés par ce que vous faites, et accessoirement, voire pas du tout, par ce que vous pensez » ».

### Mécanismes neurobiologiques
Il existe des facteurs génétiques d'activation plus ou moins importante du système dopaminergique. Une libération de dopamine dans le noyau accumbens a pu être montrée par PET-scan chez des personnes ayant reçu un placebo supposé avoir un effet antalgique. L'attente d’un soulagement pourrait être similaire à l’anticipation d’une récompense.
Une attente produite par l'annonce d'un effet positif à venir grâce au produit placebo entraîne une libération d'endorphines chez le sujet placebo-répondeur. Une expérience menée en 1978 par John Levine, neuroscientifique, a montré qu'on peut bloquer l'effet placebo d'une injection de sérum physiologique annoncé comme antalgique en administrant de la naloxone qui empêche la liaison entre les endorphines et leurs récepteurs spécifiques morphiniques. Une autre étude a montré que le seul fait d’annoncer à des volontaires qu’ils allaient absorber un analgésique puissant active la libération d’endorphines lors d’une stimulation douloureuse. L’effet semble également corrélé au prix du comprimé.
L'effet placebo entraîne « des modifications de l'activité électrique de certaines aires du cortex cérébral et des effets neurobiologiques touchant l'enzyme nécessaire à la production de sérotonine dans les neurones, ce qui explique que certaines migraines puissent être traitées par un placebo ».
Une méta-analyse publiée en 2018 suggère que les placebos ont un effet analgésique par l'intermédiaire de mécanismes cérébraux autre que nociceptifs.

## Distinction entre effet placebo et efficacité réelle

### Recherche biomédicale: le test en double aveugle
Elle nécessite une évaluation de l'efficacité de nouveaux produits pharmaceutiques rigoureuse. C'est la raison pour laquelle les tests sont effectués par la méthode dite en double aveugle. Celle-ci consiste à composer plusieurs groupes identiques (tirés au hasard) dans lesquels ni le patient, ni le médecin, ne savent si le produit administré est un médicament ou un placebo, permettant ainsi d'avoir un avis objectif sur l'efficacité réelle de la molécule étudiée par comparaison statistique des deux échantillons. Les patients savent qu'ils peuvent recevoir un placebo ou un médicament actif mais ils ne savent pas dans quel groupe ils sont. Pour être mis sur le marché, un médicament doit prouver qu'il est significativement plus efficace qu'un placebo.
En 2015, aux États-Unis, il a été constaté qu'il est de plus en plus difficile pour les entreprises pharmaceutiques de passer avec succès les essais cliniques face au placebo pour prouver l'efficacité de leur médicament. Cela serait possiblement dû au fait que les essais sont de plus en plus longs, avec des moyens apparents, ce qui serait susceptible d’augmenter les attentes et donc la réponse placebo des participants. Un autre facteur avancé, spécifique aux États-Unis, est l'utilisation autorisée de publicité concernant les médicaments (direct-to-consumer advertising (en)), laquelle pourrait avoir comme effet de renforcer les attentes de la population sur les bénéfices de la prise de médicament.

### Homéopathie: une efficacité prouvée non supérieure au placebo
Les études cliniques en double aveugle ont montré que l'effet obtenu de l'homéopathie n'était pas meilleur que le placebo ; le consensus scientifique est que la plupart des médecines parallèles, comme l'homéopathie, relèvent uniquement de l'effet placebo.
Une étude menée par un groupe de huit chercheurs de nationalités suisse et britannique dirigés par le docteur Aijing Shang (département de médecine sociale et préventive, université de Berne) a effectué une analyse des publications médicales de 19 banques électroniques, comparant l'effet placebo à l'homéopathie et l'effet placebo à la médecine conventionnelle ; les études portaient en moyenne sur 65 patients (10–1 573). Les résultats de cette étude, publiés dans The Lancet (27 août 2005) n'ont mis en évidence aucune supériorité de l'homéopathie sur l'effet placebo, contrairement à la médecine conventionnelle.